# Opsiphanes subsericeus
Opsiphanes subsericeus är en fjärilsart som beskrevs av Hans Fruhstorfer 1907. Opsiphanes subsericeus ingår i släktet Opsiphanes och familjen praktfjärilar. Inga underarter finns listade i Catalogue of Life.